# 中国十三宗
中国十三宗（ちゅうごくじゅうさんしゅう）は、中国で栄えた仏教の13派の宗派の総称。
時代や性質の異なるものを便宜的に並べただけで、当時このような形で体系化されていたわけではない。

## 構成宗派
△は付宗（寓宗）止まりだったもの

※は日本にまで到達しなかった、もしくは定着しなかったもの
| 宗名               | 時代           | 所依                                               | 宗祖                          | 推移                                        |
| ------------------ | -------------- | -------------------------------------------------- | ----------------------------- | ------------------------------------------- |
| △成実宗            | 南北朝～隋・唐 | 訶梨跋摩 『成実論』                                | 僧叡・僧導                    | 三論宗の付宗（寓宗）に                      |
| 三論宗             | 隋～           | 龍樹 『中論』『十二門論』 提婆 『百論』            | 嘉祥大師吉蔵                  |                                             |
| △毘曇宗 （倶舎宗） | 南北朝～隋・唐 | 『大毘婆沙論』（毘曇宗） 世親 『倶舎論』           |                               | 摂論宗と法相宗へ （法相宗の付宗（寓宗）に） |
| ※地論宗            | 南北朝～隋・唐 | 世親 『十地経論』                                  | 道寵（北道派） 慧光（南道派） | 摂論宗に吸収（北道派）＋ 華厳宗へ（南道派） |
| ※摂論宗            | 南北朝～隋・唐 | 無著 『摂大乗論』                                  | 真諦                          | 法相宗に吸収                                |
| 法相宗             | 唐～           | 世親 『唯識三十頌』 護法 『成唯識論』 『解深密経』 | 慈恩大師窺基                  |                                             |
| 律宗               | 南北朝～       | 『四分律』                                         | 法聡                          |                                             |
| 華厳宗             | 隋～           | 『華厳経』                                         | 杜順（智儼・法蔵）            |                                             |
| ※涅槃宗            | 南北朝～隋・唐 | 『大般涅槃経』                                     | 道生・慧観                    | 天台宗に吸収                                |
| 天台宗             | 隋～           | 『法華経』 （『般若経』『大般涅槃経』）            | 慧文（慧思・智顗）            |                                             |
| 密宗               | 唐～           | 『大日経』 『金剛頂経』                            | 金剛智・不空                  |                                             |
| 禅宗               | 南北朝～       | （『般若経』『法華経』 『華厳経』『楞伽経』等）    | 達磨大師                      |                                             |
| 浄土宗             | 南北朝～       | 『観無量寿経』                                     | 曇鸞・道綽・善導              |                                             |